# Iúlia Peressild
Iúlia Serguéievna Peressild és una actriu russa de teatre i cinema.

## Biografia
El seu cognom estonià ve dels seus besavis que van ser deportats a Rússia. Va néixer a Pskov, SFSR rus, Unió soviètica. El seu pare era pintor d'icones i la seva mare cuidadora de nens. Als onze anys va participar en la competició de talents joves "L'Estel del Matí". El 2001 es va graduar a l'institut núm. 24 de Pskov.
Després de l'escola va entrar a la Facultat de Filologia russa de l'Institut Pedagògic Estatal de Pskov, però després del primer any es va traslladar a Moscou per estudiar teatre. El 2006, es va graduar a l'Institut Rus d'Art Teatral.

## Carrera
Va debutar com a Natasha Kublakova en la sèrie televisiva del 2003 Terra, dirigida per Aleksandr Baranov. El 2006, va representar Olya Rodyashina en la pel·lícula La Núvia, dirigida per Elyor Ishmukhamedov i Captive dirigit per Alexei Uchitel. Va interpretar Sofia en el drama Krai dirigit per Alexei Utxitel, la sèrie televisiva Santa Lucia (2012), així com el thriller místic Sonnentau (2012). El 2012, va participar en la pel·lícula V Tumane (títol internacional: In the fog), dirigida per Serguei Loznitsia.
Des del 2007, ha participat en els jocs del Teatre Estatal de Nacions com a actriu convidada.
Va fer el paper de la franctiradora soviètica Liudmila Pavlitxenko en la pel·lícula bèl·lica de 2015 La Batalla de Sebastopol.
Ha estat seleccionada per a la tripulació de la Soiuz MS-19 per poder rodar la pel·lícula Repte (Vizov) amb Klim Xipenko. Tornarà a la Terra amb la Soiuz MS-18. Es tracta d'un projecte conjunt entre Roscosmos i el Primer Canal de la televisió russa, el director Klim Xipenko i l'actriu Iúlia Peresild volaran amb l'astronauta Anton Shkaplerov, i formaran part de la tripulació de l'Expedició 66 de l'Estació Espacial Internacional.

## Vida privada
Iulia té dues filles: Anna, nascuda el 2009, i Maria, nascuda el 2012, el pare dels quals és el director de cinema Alexei Utxitel.

## Filmografia
| Any  | Títol                              | Paper                                              |
| ---- | ---------------------------------- | -------------------------------------------------- |
| 2006 | The Bride                          | Olia Rodiaxina                                     |
| 2008 | Captive                            | Nastia                                             |
| 2008 | Once Upon a Time in the Provinces  | Anastasia Vladimirovna Zvonnikova                  |
| 2008 | Fortress                           | Gala                                               |
| 2008 | The Abduction                      | Elena                                              |
| 2008 | Virtual Alice                      | Anna Kotxergina                                    |
| 2009 | Короткое замыкание                 | Ira                                                |
| 2010 | Krai                               | Sofia                                              |
| 2010 | Подсадной                          | Vera Pozdniakova                                   |
| 2011 | Пять невест                        | Katia i Asa, germanes, bessones                    |
| 2012 | In the Fog                         | Anela                                              |
| 2012 | Marathon                           | Inna Antipova                                      |
| 2013 | What are silent girl               | Iulia                                              |
| 2013 | Paradjanov                         | Svetlana Shcherbatiuk, esposa de Serguei Parajanov |
| 2013 | Weekend                            | Inga, secretària                                   |
| 2014 | The hunt for crocodiles            |                                                    |
| 2015 | Battle for Sevastopol              | Liudmila Pavlitxenko                               |
| 2016 | The Heritage of Love               | Maxa Kulikova                                      |
| 2016 | I Am a Teacher                     | Anna Kurenkova                                     |
| 2017 | Cold Tango                         | Laima                                              |
| 2018 | A Rough Draft                      | Rose White                                         |
| 2019 | Dark like the Night. Karenina-2019 | Karenina                                           |

### Televisió
| Any  | Títol                       | Paper                         | Notes       |
| ---- | --------------------------- | ----------------------------- | ----------- |
| 2003 | Участок                     | Natasha Kublakova             | TV series   |
| 2005 | The Princess and the Pauper | Kseniya Prokhorova            | TV series   |
| 2005 | Yesenin                     | Katya Esenina                 | TV series   |
| 2006 | Cannon                      | Oksana, she Viti Shtorma      | TV series   |
| 2006 | Заколдованный участок       | Natasha Kublakova             | TV series   |
| 2007 | Limit desires               | Nadya                         | TV series   |
| 2007 | Паутина                     | Dasha Averina                 | TV series   |
| 2007 | On the way to the heart     |                               | TV series   |
| 2007 | Диверсант 2: Конец войны    | Svetik                        | TV series   |
| 2008 | I will be back              | Vera Mikhaylovich             | TV series   |
| 2011 | Дело гастронома № 1         | Masha Skachko                 | TV series   |
| 2011 | Winter Tango                | Yulya                         | TV          |
| 2011 | Summer Volkov               | Tosya                         | Mini-series |
| 2012 | Santa Lucia                 | Vika Saykina                  | TV series   |
| 2012 | Sonnentau                   | Pita Pomyalovskya, journalist | TV series   |
| 2014 | Палач                       | Nina                          | TV series   |
| 2015 | Adult daughter              | Albina Loginova               | TV series   |
| 2015 | Mysterious Passion          | Ralissa                       | TV series   |